# That's How I Feel About You
That's How I Feel About You is een nummer van de Britse band Londonbeat uit 1992. Het is de tweede single van hun derde studioalbum Harmony.
"That's How I Feel About You" is een ballad waarin de ik-figuur bezingt hoe veel hij van zijn geliefde houdt en alles voor haar over heeft. Het nummer werd een klein hitje in het Verenigd Koninkrijk, Duitsland en Nederland. In het Verenigd Koninkrijk kwam het tot de 69e positie, en in Nederland bereikte het de 16e positie in de Tipparade.